# Messor cephalotes
Messor cephalotes is een mierensoort uit de onderfamilie Myrmicinae. De wetenschappelijke naam werd gepubliceerd in 1895 door Emery. De soort komt van nature alleen voor in Ethiopië, Soedan en Kenia.